# Fußball-Club Augsburg 1907 2009-2010
Questa voce raccoglie le informazioni riguardanti il Fußball-Club Augsburg 1907 nelle competizioni ufficiali della stagione 2009-2010.

## Stagione
Nella stagione 2009-2010 l'Augusta, allenato da Jos Luhukay, concluse il campionato di 2. Bundesliga al 3º posto e perse i play-off con il Norimberga. In Coppa di Germania l'Augusta fu eliminato in semifinale dal Werder Brema.

## Rosa
| N. |                        | Ruolo | Calciatore          |
| -- | ---------------------- | ----- | ------------------- |
| 1  | Germania (bandiera)    | P     | Simon Jentzsch      |
| 55 | Bielorussia (bandiera) | P     | Vasily Khomutovsky  |
| 25 | Germania (bandiera)    | P     | Lukas Kruse         |
| 21 | Germania (bandiera)    | D     | Roland Benschneider |
| 19 | Germania (bandiera)    | D     | Stefan Buck         |
| 6  | Belgio (bandiera)      | D     | Jonas De Roeck      |
| 22 | Marocco (bandiera)     | D     | Youssef el Akchaoui |
| 3  | Georgia (bandiera)     | D     | Otar Khizaneishvili |
| 5  | Germania (bandiera)    | D     | Uwe Möhrle          |
| 15 | Germania (bandiera)    | D     | Dominik Reinhardt   |
| 17 | Germania (bandiera)    | D     | Michael Schick      |
| 34 | Germania (bandiera)    | D     | Benjamin Woltmann   |
| 26 | Germania (bandiera)    | C     | Daniel Baier        |
| 8  | Germania (bandiera)    | C     | Axel Bellinghausen  |
| 24 | Germania (bandiera)    | C     | Daniel Brinkmann    |

| N. |                     | Ruolo | Calciatore        |
| -- | ------------------- | ----- | ----------------- |
| 10 | Brasile (bandiera)  | C     | Elton da Costa    |
| 37 | Germania (bandiera) | C     | Daniel Framberger |
| 2  | Germania (bandiera) | C     | Jens Hegeler      |
| 20 | Camerun (bandiera)  | C     | Marcel Ndjeng     |
| 29 | Germania (bandiera) | C     | Moritz Nebel      |
| 23 | Zambia (bandiera)   | C     | Andrew Sinkala    |
| 28 | Germania (bandiera) | C     | Robert Strauß     |
| 18 | Slovenia (bandiera) | C     | Goran Šukalo      |
| 16 | Guinea (bandiera)   | C     | Ibrahima Traoré   |
| 13 | Germania (bandiera) | C     | Tobias Werner     |
| 36 | Germania (bandiera) | A     | Stephan Hain      |
| 7  | Angola (bandiera)   | A     | Nando Rafael      |
| 9  | Ungheria (bandiera) | A     | Imre Szabics      |
| 27 | Germania (bandiera) | A     | Michael Thurk     |
| 14 | Ungheria (bandiera) | A     | Sándor Torghelle  |

## Organigramma societario
Area tecnica
- Allenatore: Jos Luhukay
- Allenatore in seconda: Markus Gellhaus, Rob Reekers
- Preparatore dei portieri: Zdenko Miletić
- Preparatori atletici:

## Risultati

### 2. Bundesliga

#### Girone di andata
| Arbitro: | Wingenbach |

|                                |           |           |
| Radu 23’ Bittroff 45’ Jula 63’ | Marcatori | 27’ Thurk |

| Arbitro: | Steinhaus |

|                        |           |                |
| Szabics 48’ Traoré 64’ | Marcatori | 27’, 79’ König |

| Arbitro: | Grudzinski |

|             |           |                      |
| Katongo 57’ | Marcatori | 53’ Thurk 74’ Traoré |

| Arbitro: | Dingert |

|            |           |           |
| Werner 76’ | Marcatori | 59’ Şahin |

| Arbitro: | Christ |

|          |           |           |
| Fink 83’ | Marcatori | 37’ Thurk |

| Arbitro: | Kempter |

|                                                 |           |                                  |
| Traoré 3’ Thurk 22’, 65’ Buck 75’ Brinkmann 86’ | Marcatori | 44’ Walsleben-Schied 70’ Jänicke |

| Arbitro: | Siebert |

|           |           |          |
| Thurk 68’ | Marcatori | 11’ Kuqi |

| Arbitro: | Weiner |

|                         |           |                       |
| Sağlık 21’ Brückner 30’ | Marcatori | 11’ (rig.), 59’ Thurk |

| Arbitro: | Steuer |

|          |           |            |
| Thurk 5’ | Marcatori | 10’ Stindl |

| Arbitro: | Metzen |

|               |           |                                   |
| Reichwein 85’ | Marcatori | 7’ Ndjeng 49’ Thurk 83’ Torghelle |

| Arbitro: | Fischer |

|  |           |               |
|  | Marcatori | 58’ Burkhardt |

| Arbitro: | Bandurski |

|                                               |           |                                             |
| Müller 20’ Nöthe 53’ Biliškov 77’ Allagui 85’ | Marcatori | 7’, 21’ Thurk 51’, 64’ Ndjeng 68’ Torghelle |

| Arbitro: | Winkmann |

|                                         |           |                 |
| Thurk 54’ Morena 56’ (aut.) Sinkala 90’ | Marcatori | 29’, 73’ Ebbers |

| Arbitro: | Stieler |

|                         |           |                          |
| Tiffert 73’, 79’ (rig.) | Marcatori | 24’ Brinkmann 64’ Traoré |

| Arbitro: | Willenborg |

|                        |           |  |
| Thurk 10’ De Roeck 45’ | Marcatori |  |

| Arbitro: | Weiner |

|           |           |  |
| Ludwig 5’ | Marcatori |  |

| Arbitro: | Kinhöfer |

|                                            |           |               |
| Hain 2’ Ndjeng 31’ Thurk 76’ Torghelle 90’ | Marcatori | 69’ Jendrišek |

#### Girone di ritorno
| Arbitro: | Gräfe |

|                               |           |          |
| Torghelle 16’, 31’ Ndjeng 61’ | Marcatori | 74’ Shao |

| Arbitro: | Schößling |

|  |           |                                    |
|  | Marcatori | 7’, 38’ (rig.) Thurk 39’ Torghelle |

| Arbitro: | Drees |

|                              |           |              |
| Thurk 25’, 48’ Torghelle 90’ | Marcatori | 53’ Federico |

| Berlino 6 febbraio 2010, ore 13:00 CET 21ª giornata | Union Berlino | 0 – 0 referto | Augusta | Stadion An der Alten Försterei (12 168 spett.)\| Arbitro: \| Kempter \| |
| Arbitro:                                            | Kempter       |               |         |                                                                         |

| Arbitro: | Wagner |

|                     |           |  |
| Thurk 2’ Rafael 60’ | Marcatori |  |

| Arbitro: | Schriever |

|  |           |            |
|  | Marcatori | 45’ Rafael |

| Arbitro: | Bandurski |

|  |           |            |
|  | Marcatori | 79’ Traoré |

| Arbitro: | Kircher |

|                           |           |  |
| Rafael 62’, 70’ Costa 83’ | Marcatori |  |

| Arbitro: | Rafati |

|            |           |  |
| Stindl 27’ | Marcatori |  |

| Arbitro: | Steinhaus |

|                                    |           |                   |
| Brinkmann 34’ Thurk 50’ Traoré 80’ | Marcatori | 45’ (rig.) Lartey |

| Arbitro: | Gagelmann |

|                                                |           |  |
| Németh 24’ Adlung 35’ Herzig 63’ Achenbach 90’ | Marcatori |  |

| Arbitro: | Kinhöfer |

|           |           |           |
| Thurk 49’ | Marcatori | 12’ Nöthe |

| Arbitro: | Meyer |

|                             |           |  |
| Lehmann 51’ Ebbers 62’, 83’ | Marcatori |  |

| Arbitro: | Schmidt |

|                     |           |  |
| Hain 31’ Traoré 72’ | Marcatori |  |

| Arbitro: | Zwayer |

|             |           |           |
| Cidimar 70’ | Marcatori | 48’ Thurk |

| Arbitro: | Drees |

|             |           |  |
| Hegeler 67’ | Marcatori |  |

| Arbitro: | Kircher |

|               |           |          |
| Jendrišek 90’ | Marcatori | 74’ Hain |

### Spareggio promozione-retrocessione
| Arbitro: | Rafati |

|            |           |  |
| Eigler 84’ | Marcatori |  |

| Arbitro: | Gräfe |

|  |           |                                       |
|  | Marcatori | 34’ Gündoğan 63’ (rig.) Choupo-Moting |

### Coppa di Germania
| Arbitro: | Welz |

|            |           |                      |
| Braber 73’ | Marcatori | 13’ Ndjeng 28’ Thurk |

| Arbitro: | Schmidt |

|               |           |  |
| Brinkmann 62’ | Marcatori |  |

| Arbitro: | Kircher |

|                                                                 |           |  |
| Larsen 45’ (aut.) Thurk 47’ Möhrle 55’ Torghelle 74’ Ndjeng 76’ | Marcatori |  |

| Arbitro: | Kinhöfer |

|                     |           |  |
| Thurk 3’ Rafael 86’ | Marcatori |  |

| Arbitro: | Gräfe |

|                       |           |  |
| Marin 30’ Pizarro 84’ | Marcatori |  |

## Statistiche

### Statistiche di squadra
| Competizione                       | Punti | In casa | In casa | In casa | In casa | In casa | In casa | In trasferta | In trasferta | In trasferta | In trasferta | In trasferta | In trasferta | Totale | Totale | Totale | Totale | Totale | Totale | DR  |
| Competizione                       | Punti | G       | V       | N       | P       | Gf      | Gs      | G            | V            | N            | P            | Gf           | Gs           | G      | V      | N      | P      | Gf     | Gs     | DR  |
| ---------------------------------- | ----- | ------- | ------- | ------- | ------- | ------- | ------- | ------------ | ------------ | ------------ | ------------ | ------------ | ------------ | ------ | ------ | ------ | ------ | ------ | ------ | --- |
| 2. Bundesliga                      | 62    | 17      | 11      | 5       | 1       | 37      | 15      | 17           | 6            | 6            | 5            | 23           | 25           | 34     | 17     | 11     | 6      | 60     | 40     | +20 |
| Spareggio promozione-retrocessione | -     | 1       | 0       | 0       | 1       | 0       | 2       | 1            | 0            | 0            | 1            | 0            | 1            | 2      | 0      | 0      | 2      | 0      | 3      | -3  |
| Coppa di Germania                  | -     | 3       | 3       | 0       | 0       | 8       | 0       | 2            | 1            | 0            | 1            | 2            | 3            | 5      | 4      | 0      | 1      | 10     | 3      | +7  |
| Totale                             | -     | 21      | 14      | 5       | 2       | 45      | 17      | 20           | 7            | 6            | 7            | 25           | 29           | 41     | 21     | 11     | 9      | 70     | 46     | +24 |

### Andamento in campionato
| Giornata  | 1  | 2  | 3 | 4 | 5  | 6 | 7 | 8 | 9 | 10 | 11 | 12 | 13 | 14 | 15 | 16 | 17 | 18 | 19 | 20 | 21 | 22 | 23 | 24 | 25 | 26 | 27 | 28 | 29 | 30 | 31 | 32 | 33 | 34 |
| --------- | -- | -- | - | - | -- | - | - | - | - | -- | -- | -- | -- | -- | -- | -- | -- | -- | -- | -- | -- | -- | -- | -- | -- | -- | -- | -- | -- | -- | -- | -- | -- | -- |
| Luogo     | T  | C  | T | C | T  | C | C | T | C | T  | C  | T  | C  | T  | C  | T  | C  | C  | T  | C  | T  | C  | T  | T  | C  | T  | C  | T  | C  | T  | C  | T  | C  | T  |
| Risultato | P  | N  | V | N | N  | V | N | N | N | V  | P  | V  | V  | N  | V  | P  | V  | V  | V  | V  | N  | V  | V  | V  | V  | P  | V  | P  | N  | P  | V  | N  | V  | N  |
| Posizione | 13 | 12 | 9 | 9 | 11 | 8 | 7 | 8 | 9 | 7  | 9  | 7  | 6  | 6  | 4  | 6  | 4  | 3  | 3  | 3  | 3  | 3  | 3  | 2  | 2  | 2  | 2  | 3  | 3  | 3  | 3  | 3  | 3  | 3  |

Legenda:

Luogo: C = Casa; T = Trasferta. Risultato: V = Vittoria; N = Pareggio; P = Sconfitta.

### Statistiche dei giocatori
| Giocatore         | 2. Bundesliga | 2. Bundesliga | 2. Bundesliga | 2. Bundesliga | Spareggio promozione-retrocessione | Spareggio promozione-retrocessione | Spareggio promozione-retrocessione | Spareggio promozione-retrocessione | Coppa di Germania | Coppa di Germania | Coppa di Germania | Coppa di Germania | Totale   | Totale | Totale      | Totale     |
| Giocatore         | Presenze      | Reti          | Ammonizioni   | Espulsioni    | Presenze                           | Reti                               | Ammonizioni                        | Espulsioni                         | Presenze          | Reti              | Ammonizioni       | Espulsioni        | Presenze | Reti   | Ammonizioni | Espulsioni |
| ----------------- | ------------- | ------------- | ------------- | ------------- | ---------------------------------- | ---------------------------------- | ---------------------------------- | ---------------------------------- | ----------------- | ----------------- | ----------------- | ----------------- | -------- | ------ | ----------- | ---------- |
| S. Jentzsch       | 32            | 0             | 1             | 0             | 2                                  | 0                                  | 0                                  | 0                                  | 5                 | 0                 | 0                 | 0                 | 39       | 0      | 1           | 0          |
| V. Khomutovsky    | -             | -             | -             | -             | -                                  | -                                  | -                                  | -                                  | -                 | -                 | -                 | -                 | -        | -      | -           | -          |
| L. Kruse          | 3             | 0             | 0             | 0             | -                                  | -                                  | -                                  | -                                  | -                 | -                 | -                 | -                 | 3        | 0      | 0           | 0          |
| R. Benschneider   | -             | -             | -             | -             | -                                  | -                                  | -                                  | -                                  | -                 | -                 | -                 | -                 | -        | -      | -           | -          |
| S. Buck           | 24            | 1             | 4             | 1             | 2                                  | 0                                  | 0                                  | 0                                  | 3                 | 0                 | 1                 | 0                 | 29       | 1      | 5           | 1          |
| J. De Roeck       | 25            | 1             | 4             | 0             | 1                                  | 0                                  | 1                                  | 0                                  | 4                 | 0                 | 0                 | 0                 | 30       | 1      | 5           | 0          |
| Y. Akchaoui       | 13            | 0             | 2             | 1             | -                                  | -                                  | -                                  | -                                  | 2                 | 0                 | 0                 | 0                 | 15       | 0      | 2           | 1          |
| O. Khizaneishvili | 1             | 0             | 1             | 0             | -                                  | -                                  | -                                  | -                                  | -                 | -                 | -                 | -                 | 1        | 0      | 1           | 0          |
| U. Möhrle         | 31            | 0             | 8             | 1             | 2                                  | 0                                  | 1                                  | 0                                  | 5                 | 1                 | 2                 | 0                 | 38       | 1      | 11          | 1          |
| D. Reinhardt      | 30            | 0             | 5             | 0             | 2                                  | 0                                  | 1                                  | 0                                  | 5                 | 0                 | 0                 | 0                 | 37       | 0      | 6           | 0          |
| M. Schick         | 1             | 0             | 0             | 0             | -                                  | -                                  | -                                  | -                                  | -                 | -                 | -                 | -                 | 1        | 0      | 0           | 0          |
| B. Woltmann       | 1             | 0             | 0             | 0             | -                                  | -                                  | -                                  | -                                  | -                 | -                 | -                 | -                 | 1        | 0      | 0           | 0          |
| D. Baier          | 10            | 0             | 0             | 1             | 2                                  | 0                                  | 1                                  | 0                                  | 1                 | 0                 | 0                 | 0                 | 13       | 0      | 1           | 1          |
| A. Bellinghausen  | 19            | 0             | 1             | 0             | 2                                  | 0                                  | 0                                  | 0                                  | 2                 | 0                 | 0                 | 0                 | 23       | 0      | 1           | 0          |
| D. Brinkmann      | 29            | 3             | 5             | 0             | 2                                  | 0                                  | 0                                  | 0                                  | 3                 | 1                 | 0                 | 0                 | 34       | 4      | 5           | 0          |
| E. Costa          | 21            | 1             | 0             | 0             | 2                                  | 0                                  | 0                                  | 0                                  | 3                 | 0                 | 0                 | 0                 | 26       | 1      | 0           | 0          |
| D. Framberger     | 1             | 0             | 0             | 0             | -                                  | -                                  | -                                  | -                                  | -                 | -                 | -                 | -                 | 1        | 0      | 0           | 0          |
| J. Hegeler        | 24            | 1             | 4             | 0             | 2                                  | 0                                  | 0                                  | 0                                  | 4                 | 0                 | 1                 | 0                 | 30       | 1      | 5           | 0          |
| M. Ndjeng         | 31            | 5             | 3             | 0             | 2                                  | 0                                  | 1                                  | 0                                  | 5                 | 2                 | 1                 | 0                 | 38       | 7      | 5           | 0          |
| M. Nebel          | 3             | 0             | 0             | 0             | -                                  | -                                  | -                                  | -                                  | -                 | -                 | -                 | -                 | 3        | 0      | 0           | 0          |
| A. Sinkala        | 21            | 1             | 7             | 1             | -                                  | -                                  | -                                  | -                                  | 5                 | 0                 | 1                 | 0                 | 26       | 1      | 8           | 1          |
| R. Strauß         | 13            | 0             | 2             | 0             | -                                  | -                                  | -                                  | -                                  | 1                 | 0                 | 0                 | 0                 | 14       | 0      | 2           | 0          |
| G. Šukalo         | 2             | 0             | 1             | 0             | -                                  | -                                  | -                                  | -                                  | 1                 | 0                 | 0                 | 0                 | 3        | 0      | 1           | 0          |
| I. Traoré         | 30            | 7             | 3             | 0             | 2                                  | 0                                  | 0                                  | 1                                  | 5                 | 0                 | 0                 | 0                 | 37       | 7      | 3           | 1          |
| T. Werner         | 7             | 1             | 0             | 0             | -                                  | -                                  | -                                  | -                                  | 1                 | 0                 | 0                 | 0                 | 8        | 1      | 0           | 0          |
| S. Hain           | 16            | 3             | 0             | 0             | 2                                  | 0                                  | 1                                  | 0                                  | -                 | -                 | -                 | -                 | 18       | 3      | 1           | 0          |
| N. Rafael         | 10            | 4             | 2             | 0             | -                                  | -                                  | -                                  | -                                  | 2                 | 1                 | 1                 | 0                 | 12       | 5      | 3           | 0          |
| I. Szabics        | 12            | 1             | 1             | 0             | -                                  | -                                  | -                                  | -                                  | 2                 | 0                 | 0                 | 0                 | 14       | 1      | 1           | 0          |
| M. Thurk          | 30            | 23            | 7             | 0             | 2                                  | 0                                  | 1                                  | 0                                  | 4                 | 3                 | 2                 | 0                 | 36       | 26     | 10          | 0          |
| S. Torghelle      | 21            | 7             | 5             | 0             | 1                                  | 0                                  | 0                                  | 0                                  | 2                 | 1                 | 0                 | 0                 | 24       | 8      | 5           | 0          |
| E. Kapllani       | 2             | 0             | 0             | 0             | -                                  | -                                  | -                                  | -                                  | 1                 | 0                 | 0                 | 0                 | 3        | 0      | 0           | 0          |
| P. Mölzl          | 7             | 0             | 2             | 0             | -                                  | -                                  | -                                  | -                                  | 2                 | 0                 | 0                 | 0                 | 9        | 0      | 2           | 0          |
| K. Schindler      | 5             | 0             | 0             | 0             | -                                  | -                                  | -                                  | -                                  | -                 | -                 | -                 | -                 | 5        | 0      | 0           | 0          |